# A&R
A&R, från engelska artist and repertoire, är en person som arbetar vid skivbolag eller musikförlag och har som uppgift att granska alla inkomna demos. En A&R fungerar oftast som en hjälpande hand eller coach till artister och grupper då låtval skall göras. Inom skivbolag har en A&R en mycket ledande roll då det är denne som plockar ut artisterna. A&R's brukar delas in i olika grader, där A&R Manager är den lägsta, A&R Director en högre, och Head of A&R den högsta.
Preferenser hos vissa A&R-chefer har påverkat musikhistorien, där de har kunnat påverka den populära musiksmaken och introducera nya ljudbilder och musikformer för en större publik. Historiskt sett har dock A&R-chefer tenderat att signa nya artister som passar in i de senaste trenderna och som liknar de artister som för närvarande är framgångsrika.
Nya former av digital distribution har förändrat förhållandet mellan konsumenterna och den musik de väljer. Gerd Leonhard och andra hävdar att det stora utbudet av musik i digitala tjänster har gjort det möjligt för musikkonsumenter att kringgå den traditionella rollen som A&R. På grund av sjunkande skivförsäljning har många A&R-anställda blivit uppsagda.

## Kända A&R:er
- Peter Swartling
- Daniel Breitholtz
- Randy Jackson
- Pelle Lidell
- Kara DioGuardi
- Anton Sova
- Chas Chandler
- Simon Cowell